# Thaxteriella ovata
Thaxteriella ovata är en svampart som först beskrevs av Rossman, och fick sitt nu gällande namn av J.L. Crane, Shearer & M.E. Barr 1998. Thaxteriella ovata ingår i släktet Thaxteriella och familjen Tubeufiaceae.   Inga underarter finns listade i Catalogue of Life.